# Villa Parey

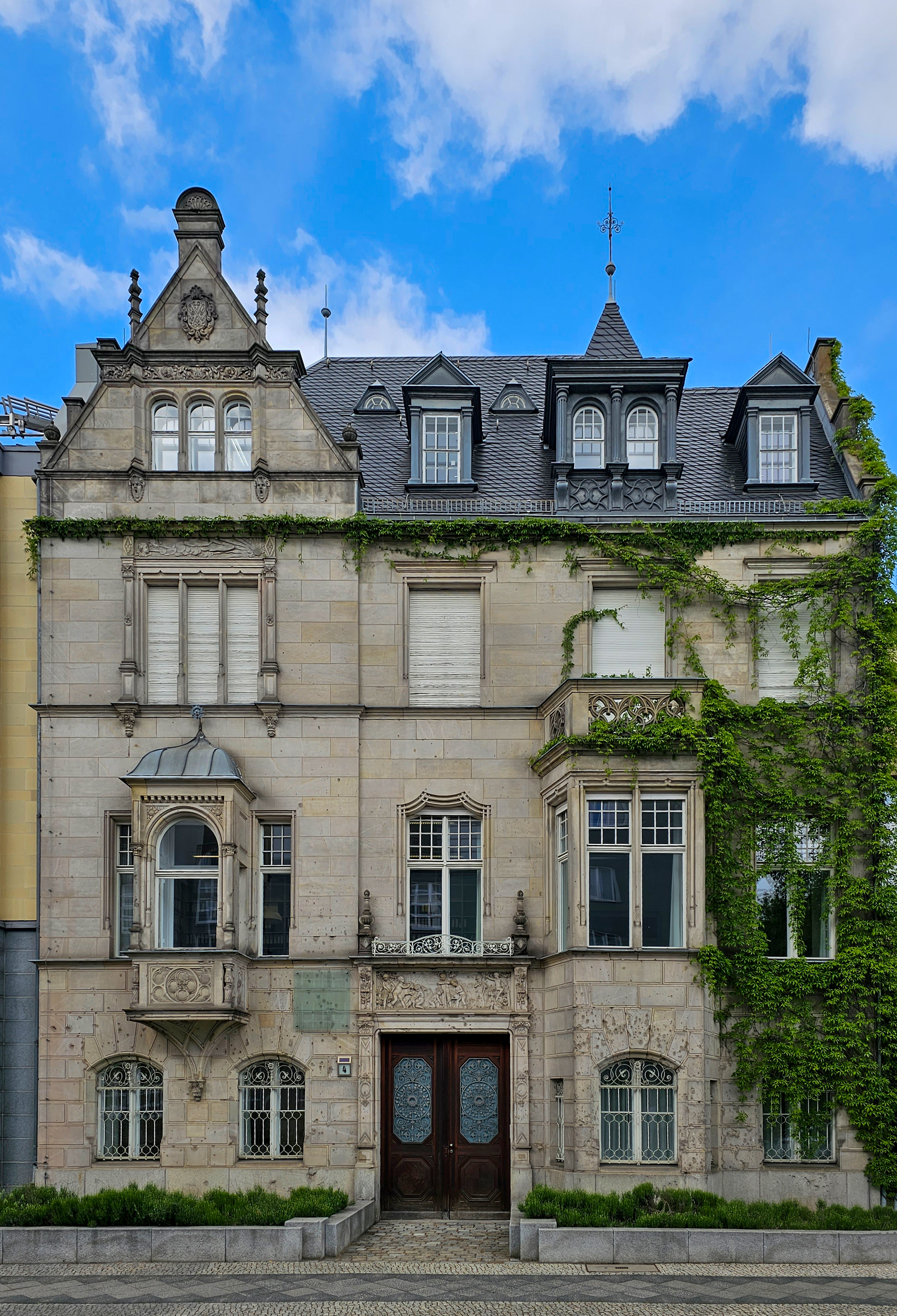
Straßenansicht der Villa Parey

Die Villa Parey ist ein nach Plänen des Architekturbüros Kayser & von Großheim 1895/1896 erbautes Wohnhaus für den Verlagsbuchhändler Paul Parey an der Sigismundstraße 4a in Berlin-Tiergarten. 1902 erwarb der jüdische Bankier Wilhelm Kopetzky die Villa, die er bis zu seinem Tod 1924 bewohnte. Dessen Erben mussten das Haus 1938 verfolgungsbedingt verkaufen. Nach den Planungen der Nationalsozialisten sollte die Villa zusammen mit den Nachbarhäuser abgerissen werden, um Platz für den von Wilhelm Kreis entworfene riesigen Gebäudekomplex für das Oberkommando des Heeres zu schaffen. Der Kriegsausbruch 1939 stoppte die Neubaupläne. Im Gegensatz zu den Nachbarhäusern überstand die Villa Parey als einziges Haus in der Sigismundstraße den Krieg mit nur kleineren Schäden.
Die Planungen der Stiftung Preußischer Kulturbesitz aus den 1960er Jahren für das Kulturforum am Kemperplatz sahen erneut den Abriss des Hauses vor, diesmal für den Neubau der Berliner Gemäldegalerie. Nach langem Kampf, in dem sich die veränderten städtebaulichen Vorstellungen und das gewandelte öffentliche Bewusstsein gegenüber historischer Baubestand widerspiegelte, blieb die Villa Parey erhalten. Sie wurde in den 1998 fertiggestellten Neubau der Gemäldegalerie integriert. Das Gebäude steht unter Denkmalschutz.

## Lage und Vorgängerbau

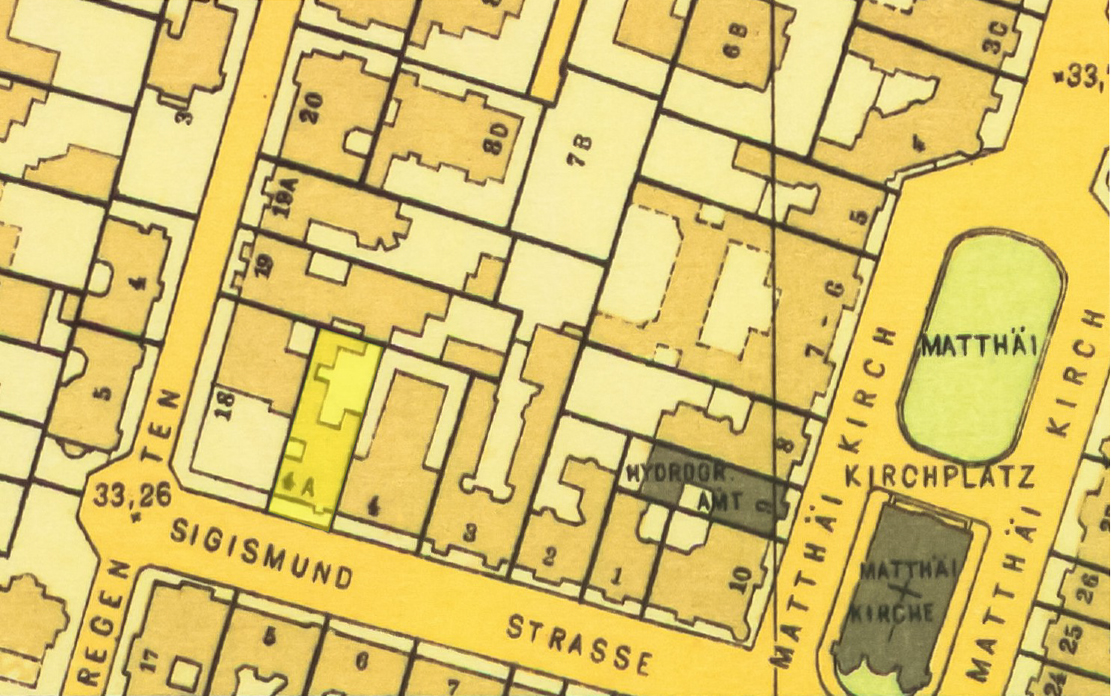
Lageplan der Villa Parey in der Sigismundstraße 4a (gelb markiert)

Die Villa Parey steht auf dem geteilten Grundstück der vormaligen Villa Lehmann. Die vom Architekten Gustav Adolph Linke für den Stadtgerichtsrat Julius Carl Lehmann entworfene Villa befand sich auf dem nördlichen Eckgrundstück Sigismundstraße/Regentenstraße, der heutigen Hitzigallee. Nach Lehmanns Tod verkauften die Erben das große Grundstück 1893 dem Architekturbüro Kayser & von Großheim, das die Villa und deren Nebengebäude abreißen und das Gelände neu parzellieren ließ. Auf den nunmehr fünf Grundstücken entstanden vier Stadtvillen, darunter die Villa für den Bankier Oscar Rothschild und die lange von Eduard Arnhold bewohnte Stadtvilla Regentenstraße 19, sowie das Hofmann-Haus. Diese Neubebauung widerspiegelt einerseits die zunehmende Verdichtung der Bebauung im Tiergartenviertel, andererseits aber auch das Vordringen institutioneller und staatlicher Bauherren in das bisherige Wohnviertel, das sich durch das Wachstum Berlins zu einer zentralen Lage entwickelte.

## Käufer und Bauherr
1894 erwarb Paul Parey, Inhaber der Paul Parey Verlagsbuchhandlung, eines führenden Verlages für landwirtschaftliche und forstwirtschaftliche Literatur, das Grundstück Sigismundstraße 4a. Zu dieser Zeit wohnte er an der Halleschen Straße 28 in Berlin-Kreuzberg in einem Mehrfamilienhaus. Wie die Mehrzahl der Käufer der Bauparzellen wählte er Kayser & von Großheim als Architekten für das Bauprojekt. Der Bauantrag für ein dreigeschossiges Wohnhaus mit Vorderhaus, Seitenflügel und Stallgebäude datiert vom 22. März 1895. Die Ausführung des Baus erfolgte 1895/1896 durch die Firma Held & Francke, die auch die Steinmetzarbeiten für die Fassaden übernahm. Der Architekt Georg Fiek leitete den Bau. Die Abnahme des Rohbaus durch die Baupolizei erfolgte im August 1895 und im September des Folgejahres war das Wohnhaus fertig gestellt. Im Oktober 1896 besichtigen die Mitglieder der Vereinigung Berliner Architekten das Haus zusammen mit dem gleichzeitig fertiggestellten Wohnhaus Regentenstraße 19a. Der Bericht in der Deutschen Bauzeitung lobte die ungemein sorgfältige Durcharbeitung der Grundrisse und die vollendete technische Ausführung. Das Berliner Adressbuch verzeichnet das Ehepaar Parey ab 1896 an der Sigismundstraße 4a.

## Baubeschreibung

### Gliederung

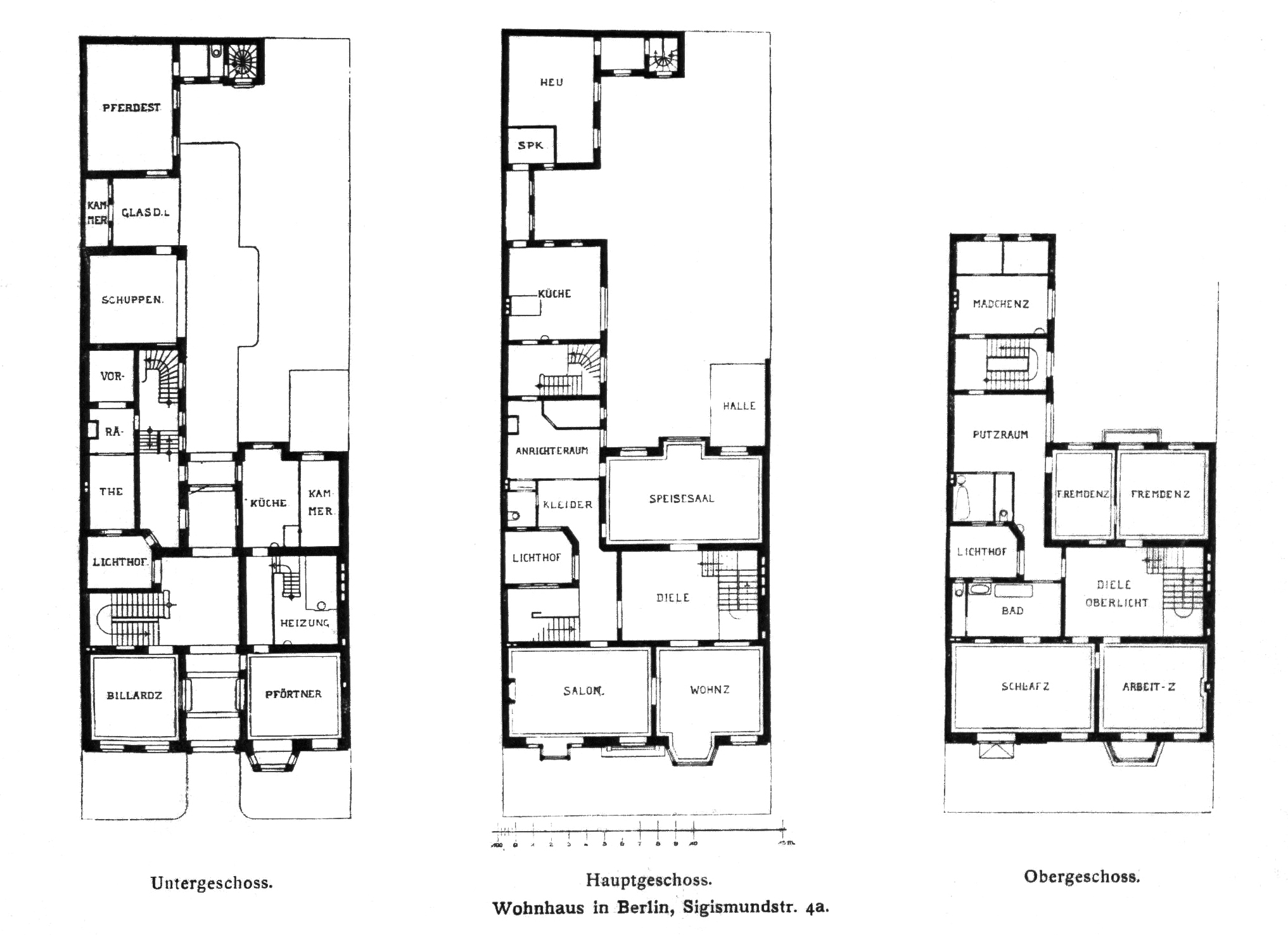
Grundrisse

Das Grundstück mit einer Fläche von 657,53 Quadratmetern war 15 Meter breit und rund 44 Meter tief, wobei entsprechend der Bauvorschriften ein 4,6 Meter breiter Streifen an der Sigismundstraße nicht bebaubar war. Weitere Bauvorschriften erforderten, dass ein Drittel der Grundstücksfläche abzüglich des Vorgartens als Hoffläche nicht bebaut werden durfte. Somit verblieb als nutzbare Fläche rund 400 Quadratmeter.
Das Wohnhaus gliederte sich in ein dreigeschossiges Vorderhaus, einen Seitenflügel und ein daran anschließendes kombiniertes Stall- und Remisengebäude. Die restliche Fläche nahm ein kleiner Hausgarten ein, auf den sich auch die Gartenhalle des Vorderhauses ausrichtete. Der Entwurf der Architekten Kayser & von Großheim entsprach dem Standard der vornehmen Stadtvilla im zunehmend verdichteten Tiergartenviertel der 1890er Jahre.
Ein heute verschwundener schmiedeeiserner Gartenzaun auf einem Granitsockel trennte den Vorgarten des Grundstücks von der Straße. In der Mittelachse führte im Sockelgeschoss eine mit zwei Torflügeln verschließbare Durchfahrt in den Hof zu Stall und Remise. Rechts von der Durchfahrt und durch diese erschlossen lag die Wohnung des Pförtners mit eigener Küche. Der Gang zur Küche erschloss auch den Abgang in den vertieft angelegten Heizungskeller mit der von der Firma H. Liebau in Magdeburg eingerichteten Zentralheizung. Links von der Durchfahrt lag das Billardzimmer, der einzige Gesellschaftsraum, der aus Platzgründen im Sockelgeschoss angelegt wurde. Dahinter folgte eine breite zweiläufige Treppe mit Hauptpodest und schmiedeeisernem Geländer, welche die Durchfahrt mit dem Hauptgeschoss verband. Ein anstoßender Lichthof, der durch das gesamte Vorderhaus reichte, erleuchtete die Durchfahrt. Im Rest des Vorderhauses wie auch in der Hälfte des Seitenflügels lagen die Vorratsräume und der Weinkeller sowie das Nebentreppenhaus, das mit den Wirtschaftsräumen in den oberen Geschossen verband. Im Seitenflügel folgte die vom Fahrweg im Hof her zugängliche Remise. Zwischen dem Pferdestall und der Remise lag an der westlichen Grundstücksgrenze die Geschirrkammer. Die drei Gebäudeteile fassten einen kleinen, glasübderdeckten Vorplatz ein.

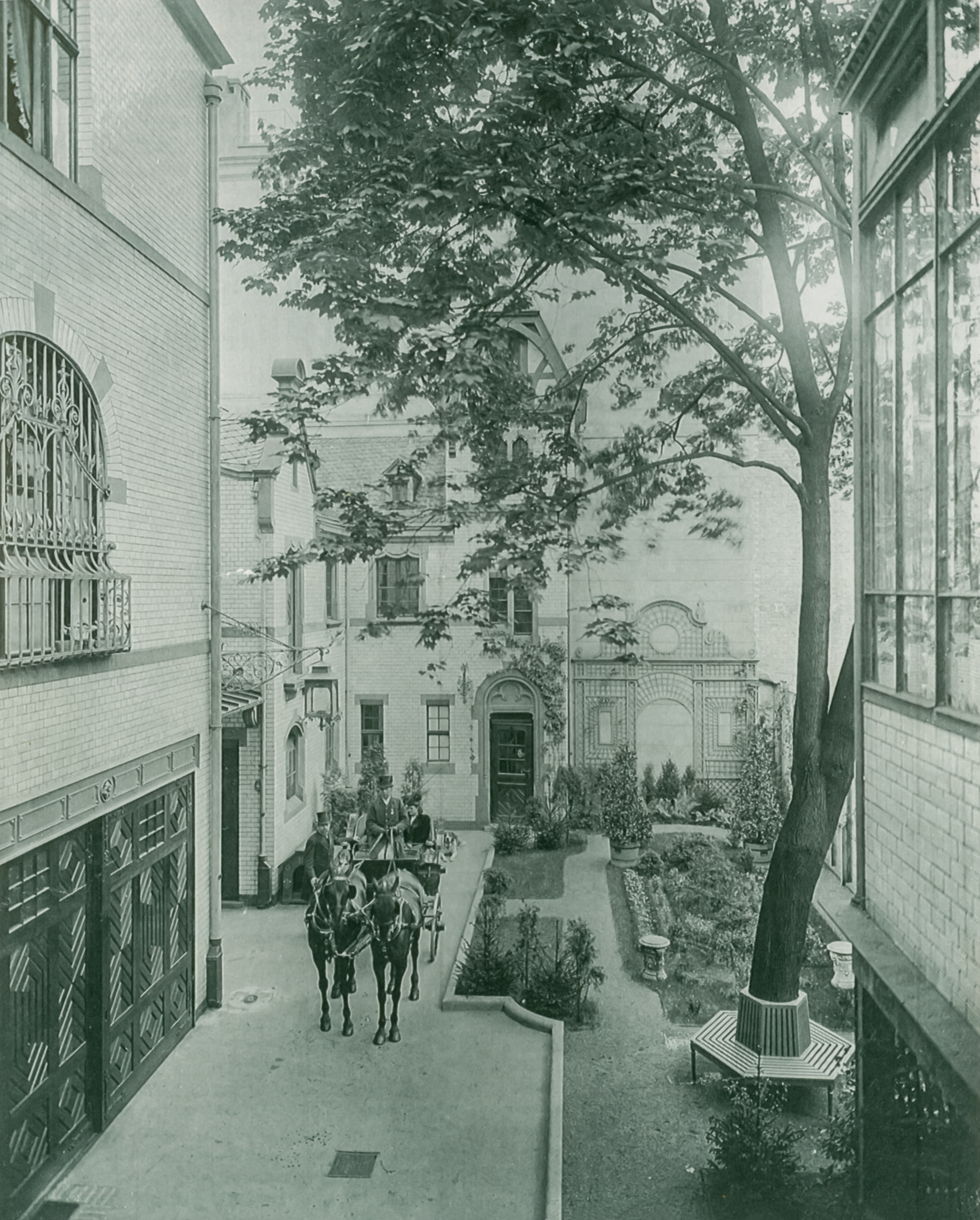
Hofansicht 1903

Eine Fotografie des Hofraums von 1903 dokumentiert die Gestaltung des von Granitkanten begrenzten Gartens. Kieswege führten vorbei an durch niedrige Buchsbaumhecken eingefasste Blumenbeete, kleinen Rasenflächen, belebten Kübelpflanzen und runden Marmorpostamenten. Der große Ahornbaum mit einer Rundbank dürfte aufgrund seines Alters noch aus dem Garten des Vorgängerbaus, der Villa Lehmann, stammen. Ebenfalls zum Gartenraum gehörte der offene Unterbau der Gartenhalle, der sich nördlich an das Vorderhaus anschloss. Rankgitter an der Brandmauer zu den Nachbargrundstücken sollten die Illusion eines Gitterpavillons erwecken und den Abschluss gegen die Nachbargrundstücke verschönern.
Im 4,3 Meter hohen ersten Obergeschoss befanden sich die Repräsentationsräume der Villa. Über einen Flur gelangten die Besucher in die Diele, dem Zentrum des Hauses, um das sich die Wohnräume gruppierten. Als Empfangshalle und Vorzimmer zugleich reichte sie über zwei Stockwerke und erschloss über eine repräsentative, dunkel gebeizte Holztreppe auch die privaten Räume der Familie Parey im zweiten Obergeschoss. Beleuchtet wurde die Diele durch ein Oberlicht. Zur Straße hin lagen der Salon und das mit einer Sitzerker ausgestattete Wohnzimmer. Gegen den Hof lag der große Speisesaal, davor die verglaste Blumenhalle. Vom Flur gelangten die Besucher auch zur Garderobe und zur Toilette. Den Seitenflügel nahmen die Wirtschaftsräume ein: die Anrichte mit Verbindung zum Speisesaal, das Nebentreppenhaus und die Küche, ausgestattet mit Gaskochapparaten der Firma C. A. Schuppmann. Im Obergeschoss des Stallgebäudes befanden sich der Heuboden und ein kleines Zimmer für den Kutscher, erschlossen über ein weiteres Nebentreppenhaus im Stallgebäude.
Im 4,0 Meter hohen zweiten Obergeschoss befanden sich mit Blick zur Straße das Schlafzimmer des Ehepaares Parey sowie das Arbeitszimmer und gegen den Hof zwei Fremdenzimmer. Zwei Badezimmer fassten den Lichthof ein, im Seitenflügel schloss sich ein Putzraum sowie Räume für die Bediensteten an. Das Nebentreppenhaus im Seitenflügel führte zum Dachgeschoss mit weiteren Räumen für die Dienerschaft und dem Dachboden.
An der farbigen Gestaltung der Innenräume mit aufwändigen Stuck- und Holzarbeiten, Decken- und Glasmalereien beteiligten sich der der Dekorationsmaler C. Lange, der Stuckateur Carl Hauer sowie die Tischlereien Lommatzsch & Schröder, Max Schulz & Co. und Heideklang & Bilecky.

### Fassaden

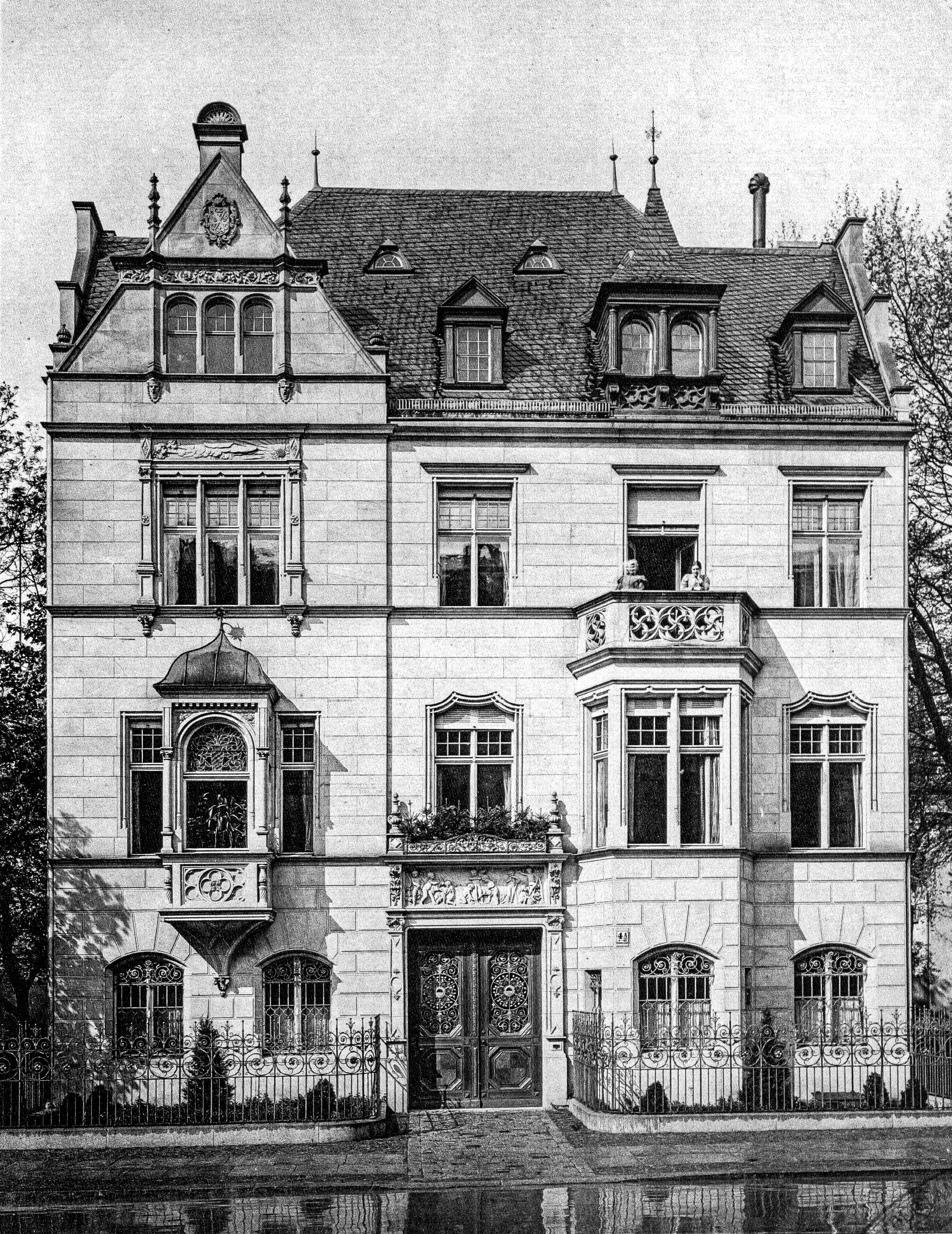
Straßenansicht der Villa Parey 1898

Der Eingang mit der Durchfahrt zum Hof liegt in der Mittelachse der Straßenfassade. Der Seitenrisalit auf der linken Seite tritt kaum wahrnehmbar etwas vor und wird durch eine Giebel bekrönt. Im ersten Obergeschoss wird er durch einen Erker betont und zeigt in den oberen Etagen verschiedene Varianten dreiachsiger Fenster. Rechts des Eingangs liegt ein Vorbau, im ersten Obergeschoss flankiert von zwei Vorhangbogenfenstern, der im zweiten Obergeschoss in einen Balkon mit Maßwerksbrüstung endet. Das leicht rustifizierte Erdgeschoss mit seinen kleinen, vergitterten Fenstern, ausgeführt von der Firma Eduard Puls, wirkt eher abweisend. Gesimse auf Höhe der Fensterbänke gliedern die Fassade vertikal und spiegeln die funktionale Gliederung des Hauses in Erdgeschoss mit Pförtnerwohnung und Wirtschaftsräumen, repräsentatives erstes und zweites Obergeschoss sowie Dachgeschoss mit Räumen für die Dienerschaft. Das steile Dach wurde von der Firma W. Neumeister mit Schiefer in Deutscher Deckung ausgeführt. Stilistische bedienten sich die Architekten bei Formen der Sächsischen Renaissance, Meistern wie Konrad Krebs oder Caspar Theiss und bei Vorbildern wie Schloss Hartenfels. Die Straßenfassade wurde in hellgrauem schlesischen Sandstein ausgeführt.
Die Bauplastik entwarf der Bildhauer Ernst Westphal, ausgeführt wurde sie von Steinmetzmeister Carl Schilling. Im Vergleich zu den anderen Villen der Neubebauung des Grundstücks der Villa Lehmann ist das Bildprogramm wesentlich differenzierter und bezieht sich auf die verlegerische Tätigkeit des Erbauers Parey. Das Relief über dem Eingang zeigt in der Mitte zwei Putti, die eine Eiche pflanzen, während ein dritter Putto den Baumsetzling mit einer Gießkanne wässert – ein Verweis auf die Forstwirtschaft. Die Dreiergruppe rechts steht für die Landwirtschaft: ein Putto schärft mit einem Wetzstein die Sense in einem Getreidefeld, während zwei Putti Äpfel ernten und in einem Sack verstauen. Links von der Mittelgruppe als Allegorie der Viehwirtschaft umsorgen zwei Putti zwei Schafe, während der Wolf im Hintergrund lauert. Ganz links zieht ein behelmter Putto den Säbel und beschützt die ganze Szenerie – möglicherweise eine Anspielung auf die militärische Karriere des Hausherrn im Deutschen Krieg 1866 und im Deutsch-Französischen Krieg 1870/71. Während das Relief über dem dreiachsigen Fenster im zweiten Obergeschoss des Seitenrisaliten Sonne, Wind und Wolken als eher allgemeine Symbole für die Unsicherheiten und die Wechselhaftigkeit des Lebens zeigt, verweist das Relief im Giebel des Seitenrisaliten mit zwei gekreuzte P. auf das Buchhändlerzeichen des Bauherrn Parey.
Die Hoffassade ist einfacher gestaltet. Die gliedernden Elemente wie Gesimse und Fenstereinfassungen sind aus rotem Mainsandstein. Die Flächen sind verblendet mit weißglasierten Siegersdorfer Verblendziegel, die im wirkungsvollen Kontrast zum roten Sandstein stehen und gleichzeitig für gute Beleuchtung sorgen. Ein Bismarckkopf über der Durchfahrt auf der Hofseite, ebenfalls nach Entwurf von Ernst Westphal, dokumentiert die politische Einstellung von Paul Parey. Der heute verschwundene Pferdestall war mit Fachwerkgiebel und Türmchen ländlicher gestaltet.
Zum Zeitpunkt der Erbauung 1896 waren die Nachbar-Grundstücke der Villa Parey noch nicht bebaut. Die städtebauliche Situation verschlechterte sich 1899 durch die Bebauung des Eckgrundstückes Sigismundstraße/Regentenstraße. Der erste Käufer des Grundstücks, Kaufmann Louis Auguste Ravené hatte sich durch seinen Schwiegervater Hermann Ende ein Eckhaus entwerfen lassen, die Parzelle dann aber dem Bankier Carl Cahn verkauft. Die schließlich nach Plänen des Architekten Ernst von Ihne gebaute Villa war weiter zurückgesetzt gegen die Regentenstraße, sodass die kahle Brandmauer der Villa Parey den nicht vorteilhaften Eingang zur Sigismundstraße bildete. Im gleichen Jahr entstand auf dem anderen Nachbargrundstück das Hofmann-Haus der Deutschen Chemischen Gesellschaft. Das Geschäftshaus nutzte die zulässige Gebäudehöhe maximal. So bedrängte die große Baumasse des Hofmann-Hauses, insbesondere nach Fertigstellung seines Erweiterungsbaus 1908, die wesentlich kleinere Villa Parey. Der Konflikt zwischen der Nutzung der Grundstücke für Geschäftshäuser statt der bisherigen für Villen trat hier augenscheinlich hervor.

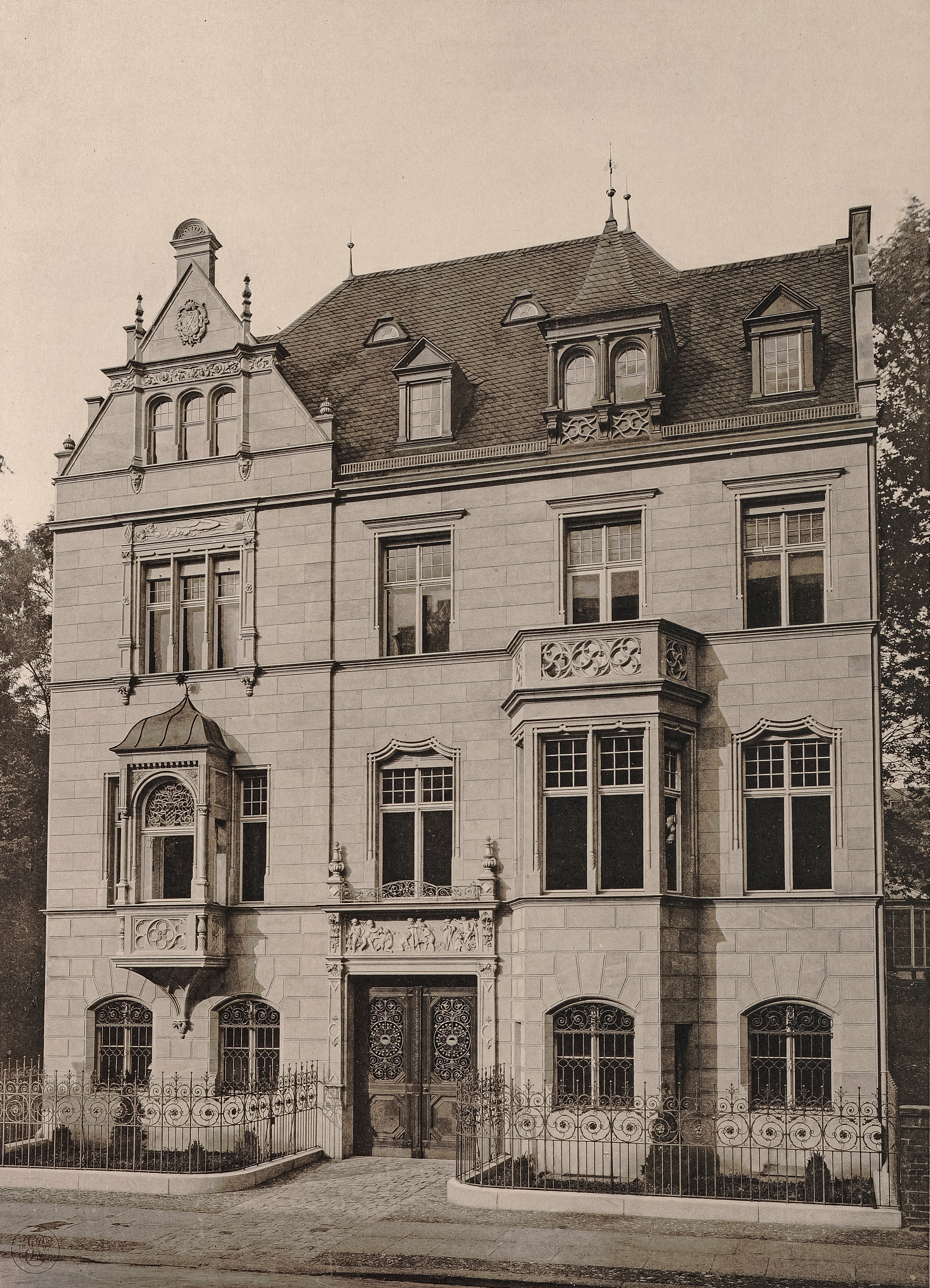
Straßenansicht 1898
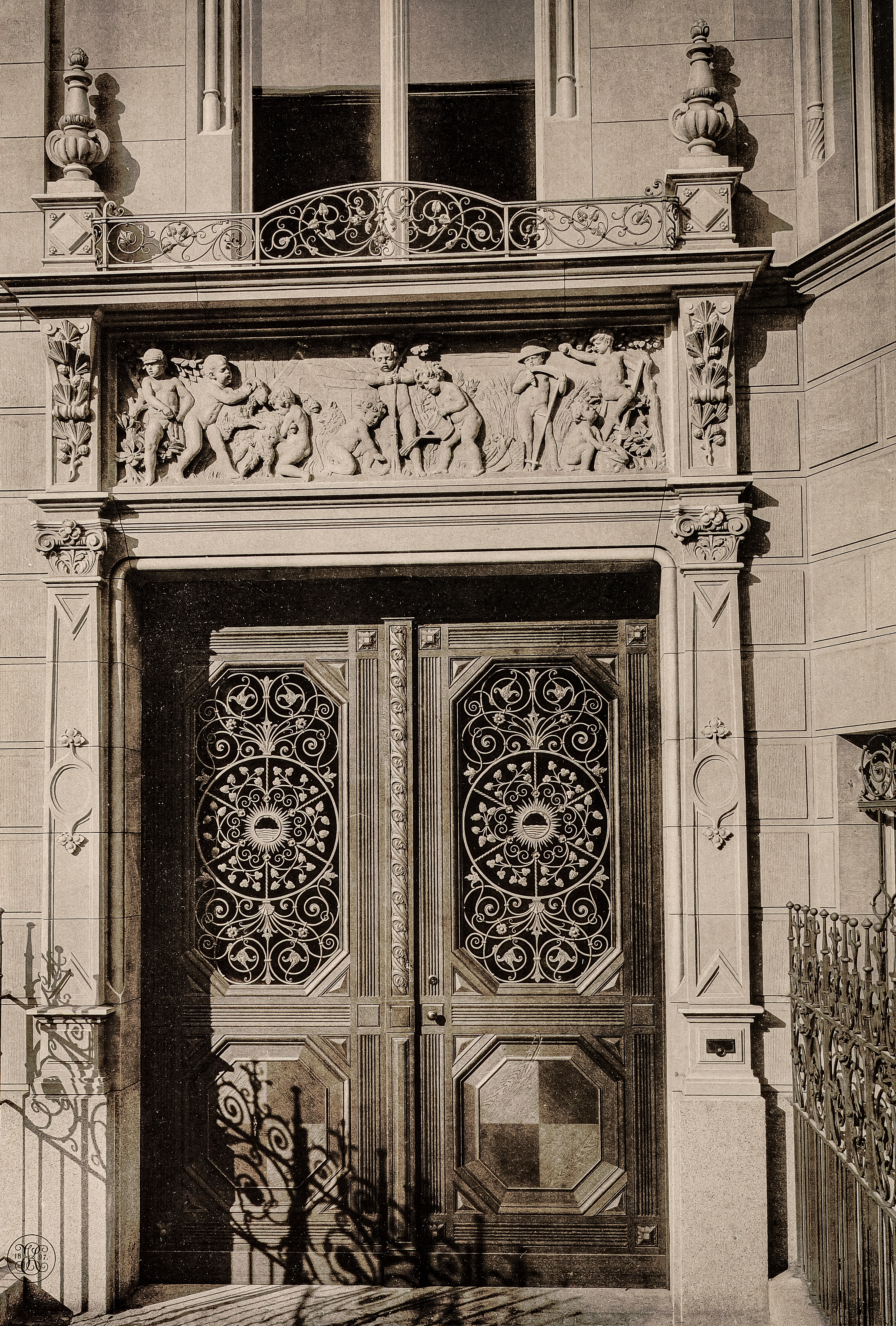
Hauseingang 1898
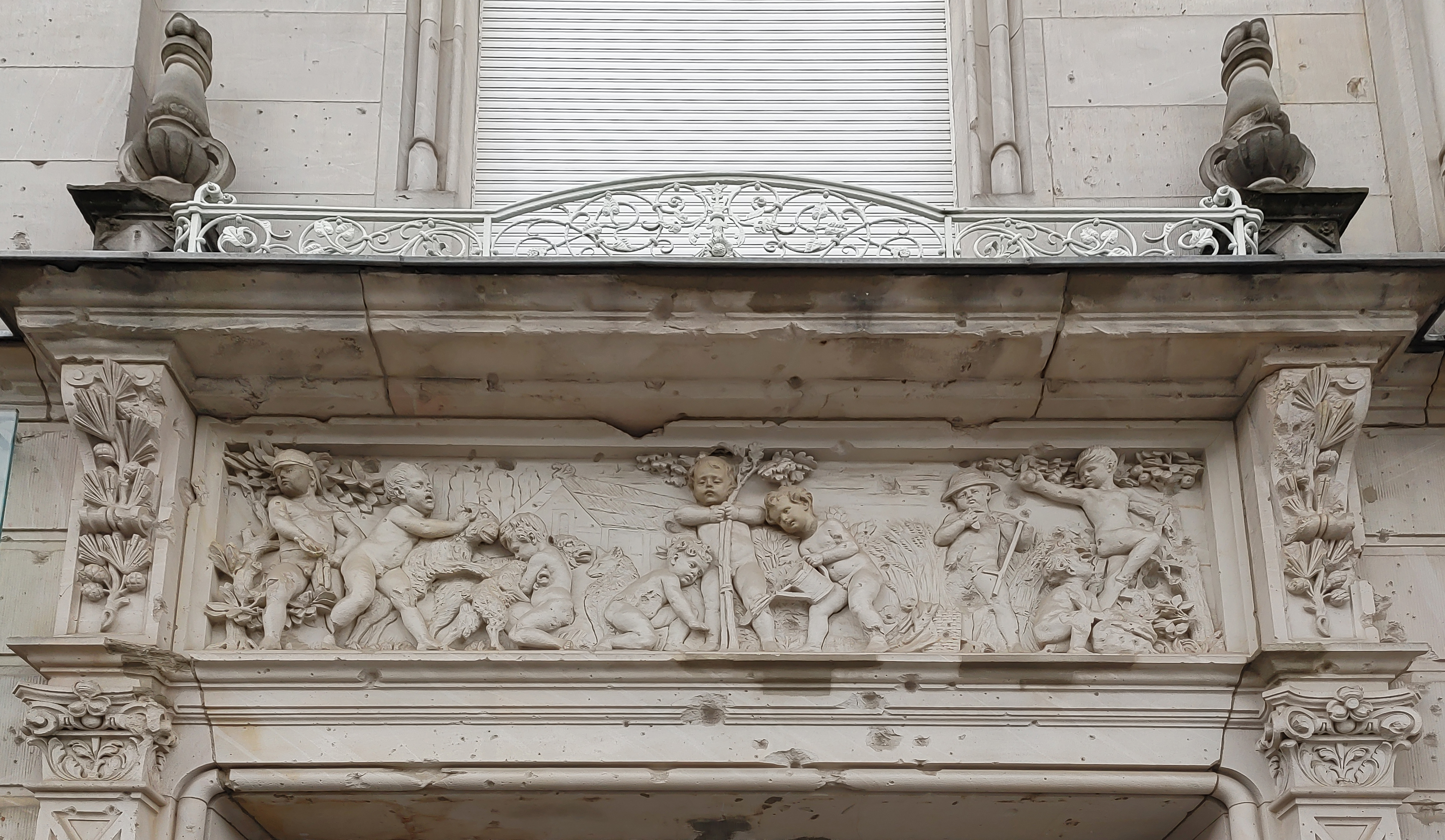
Relief über dem Hauseingang
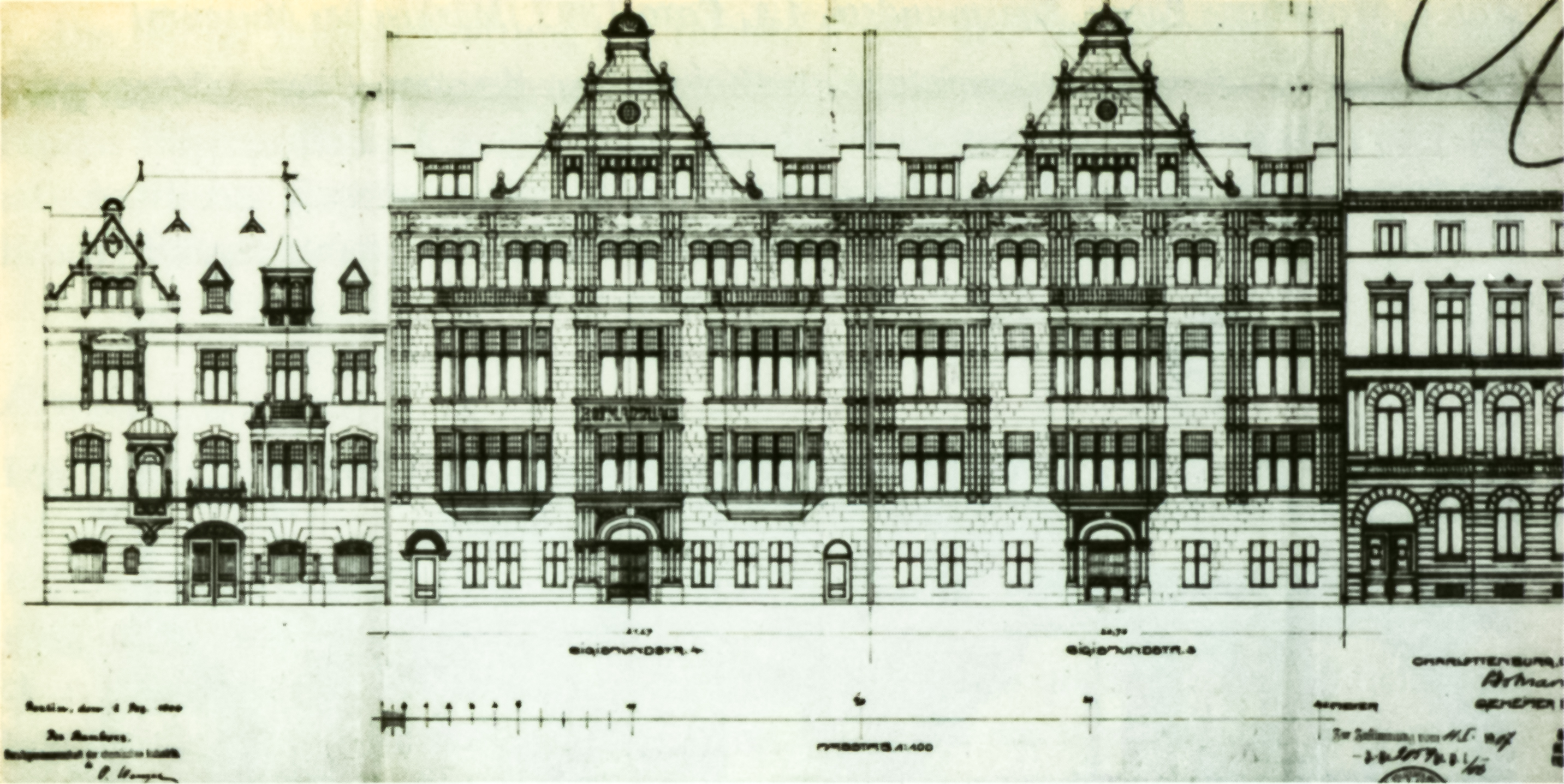
Bauantrag für die Erweiterung des Hofmann-Hauses, links die Villa Parey

## Kauf durch Wilhelm Kopetzky
Das Ehepaar Parey konnte sich nicht lange am neuen Haus erfreuen. Bereits am 19. Mai 1898 verstarb Luise Parey und am 31. März 1900 erlag Paul Parey einer schweren Krankheit. Neuer Besitzer wurde Kommerzienrat Wilhelm Kopetzky, ein erfolgreicher Bankier und Inhaber der Firma Kopetzky & Cie., die im Bankgeschäft und in der Vermögensverwaltung tätig war. Er saß unter anderem im Aufsichtsrat der Deutschen Bank, aber auch von Industrieunternehmen wie der Schultheiss-Patzenhofer Brauerei oder der Großen Berliner Straßenbahn. Ehrenamtlich wirkte er als Handelsrichter am Landgericht I und bei der Zulassungsstelle der Berliner Börse. Seit Mitte der 1870er-Jahre wohnte er an der Bellevuestraße 12a. Das Berliner Adressbuch verzeichnet ihn erstmals 1902 an der neuen Adresse.

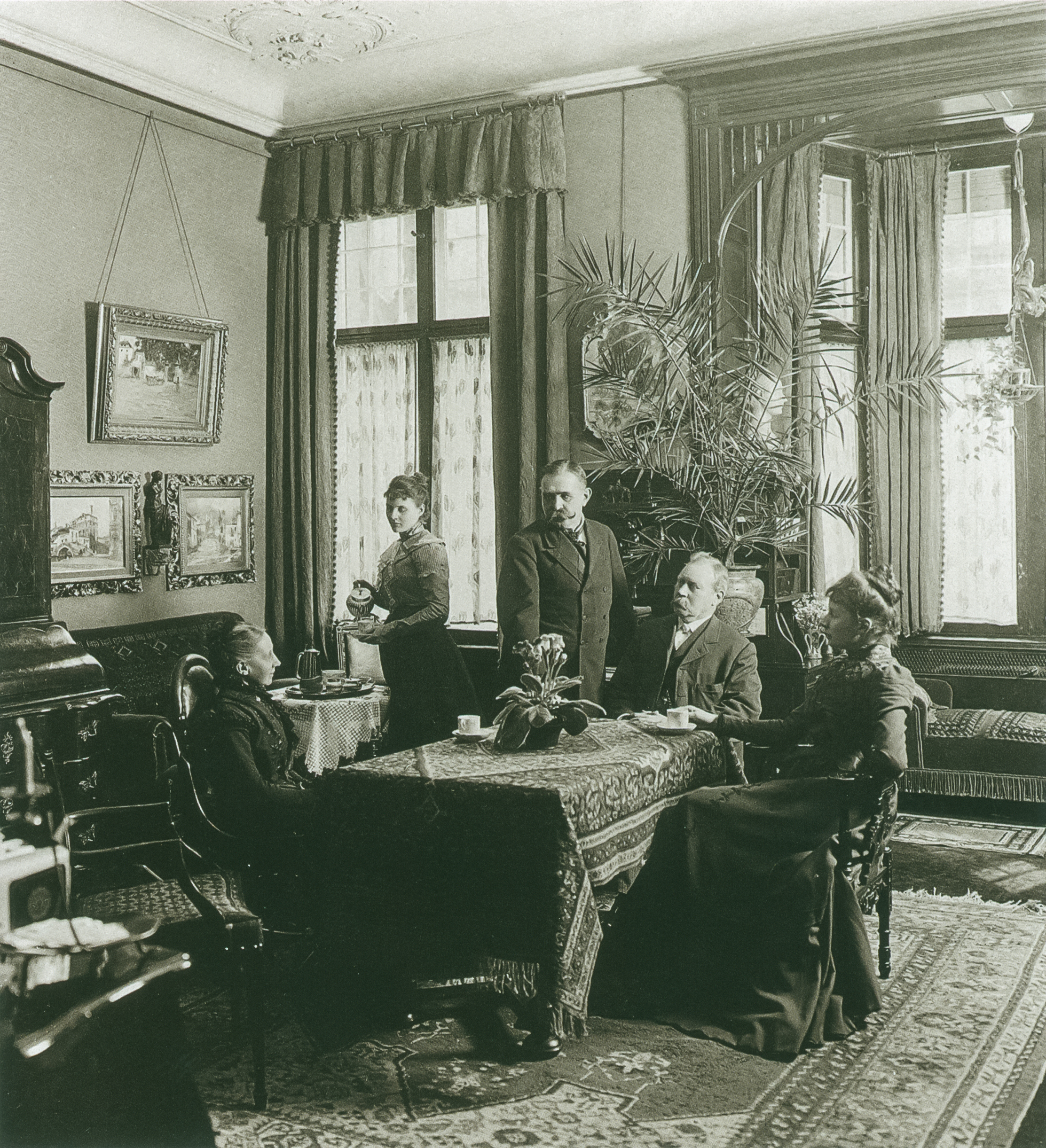
Die Familie Kopetzky im Wohnzimmer der Villa Parey 1903

Im Gegensatz zum kinderlosen Ehepaar Parey hatten Wilhelm Kopetzky und seine Frau Margarete, geborene Paderstein, drei Kinder. Zum Zeitpunkt des Kaufs der Villa lebte nur noch die jüngste Tochter Bertha bei den Eltern. Der ältere Sohn Adolf war seit Ende der 1890er Jahre in London beheimatet und die ältere Tochter Helene, verheiratet mit Hugo Reifenberg, lebte in Paris. So waren für die Bedürfnisse der neuen Besitzerfamilie keine größeren Umbauten erforderlich. Eine 1903 entstandene Serie von Aufnahmen des Fotografen Franz Kullrich dokumentiert nur geringe Veränderungen in der Nutzung, die lediglich das zweite Obergeschoss betrafen: das Schlafzimmer wurde zum Musikzimmer, das Arbeitszimmer zum Herrenzimmer und als Schlafzimmer wurden die bisherigen Fremdenzimmer genutzt.
Über das Gesellschaftsleben von Margarete und Wilhelm Koptzky ist wenig bekannt. In ihrem Nachruf für Wilhelm Kopetzky schrieb die Vossische Zeitung 1924: Neben seinem Berufsleben spielte er in den Gesellschaftskreisen eine hervorragende Rolle. Seine gesellschaftlichen Formen und sein verbindliches Wesen schufen ihm einen Freundeskreis, der sein Haus in der Sigismundstraße beim Tiergarten zu einem gesellschaftlichen Mittelpunkt werden ließ. Die Mitglieder sind abgesehen vom Bankier Carl Fürstenberg, dessen Stiefsohn Heinrich Treitel 1904 Kopetzkys jüngste Tochter Bertha geheiratet hatte, nicht bekannt. Sie gehörten wohl zur wirtschaftlichen Elite Berlins, etwa befreundete Bankiers oder Unternehmer.
Wilhelm und Margarete Kopetzky lebten bis zu ihrem Tod in der Villa. Margarete Kopetzky starb 1922, Wilhelm Kopetzky 1924. In dieser Zeit erfolgten kleinere Umbauten wie die Einrichtung einer Kutscherwohnung im Stallgebäude, der Einbau von zusätzlichen Zimmern für die Bediensteten im Dachgeschoss sowie der Umbau der Remise zu einer Autogarage. Der Pferdestall blieb jedoch bis zum Tode Kopetzkys in Gebrauch, da er täglich zu früher Morgenstunde einen Spazierritt durch den Tiergarten unternahm. Für diese Umbauten ab 1912 zog Kopetzky Adolf Wollenberg als Architekten sowie Henning & Heurer für die Bauausführung bei.

## Kunstsammlung
Wilhelm Kopetzky gehörte nicht zum Kreis der Sammler und Mäzene um Wilhelm von Bode. Jedoch erinnert sich der Bankier Carl Fürstenberg in seinen Lebenserinnerungen an das geschmackvolle Haus, in dem eine Anzahl schöner französischer und deutscher Gemälde hing. Das Sammeln von Kunst war für die Kopetzkys wohl eher Ausdruck der gehobenen Lebensführung und die Kunstwerke Bestandteil der Wohnungseinrichtung. Eine Beschreibung oder gar ein Inventar der Sammlung hat sich nicht erhalten. Ausstellungsverzeichnisse, Auktionskataloge und Fotografien der Innenräume deuten darauf hin, dass es sich bei der Mehrzahl der Objekte um Genre-, Historien- und Landschaftsmalerei handelt. Der eher konventionelle und konservative Charakter der Sammlung steht damit in starkem Gegensatz zur Sammlung seines Nachbarn Eduard Arnhold an der Regentenstraße 19.
Für die Ausstellung hervorragender Kunstwerke aus Privatbesitz: veranstaltet zum Besten der Überschwemmten vom Verein Berliner Künstler stellte er 1888 das Gemälde Der lustige Zecher von Szymon Buchbinder und das Gemälde Landschaft von Adolf Heinrich Lier zur Verfügung. Aus der Münchner Schule besaß er das Ölgemälde Rast (oder Siesta) von Wilhelm von Diez sowie das Pastell Mein Kätzchen und die Zeichnung Kind und Mohrenbaby von Bruno Piglhein. Die Düsseldorfer Malerschule und ihr Umfeld war vertreten mit dem Gemälde Kind mit Apfel und den Bleistiftzeichnungen Weiblicher Kopf und Mädchenkopf von Ludwig Knaus sowie dem Gemälde Kartoffelernte des norwegischen Landschaftsmalers Ludvig Munthe. Niederländische Genremalerei zeigten die Gemälde Holländisches Waisenmädchen von Claus Meyer sowie Holländisches Intérieur von Jozef Israëls. Die ungarische Variante war vertreten durch das Gemälde Ungarisches Dorf des österreichischen Malers August von Pettenkofen. Von Ludwig Passini besaß er das Aquarell Der rote Fächer. Im Weiteren finden sich in der Sammlung auch Vertreter des Realismus. Von Wilhelm Leibl besaß Kopetzky das Gemälde Männerkopf mit grünem Hut und von Adolph von Menzel die Gouachen Am Wärmekessel in Bad Kissingen und Am alten Brunnen in Würzburg sowie diverse Bleistift-Zeichnung (Kapelle, Vor dem Gehöft, An der Mauer, Dorfstrasse, In der Gasse und auf der Bleiche). Möglicherweise hing das 1905 entstandene Gemälde Spanische Bauern von Ignacio Zuloaga für kurze Zeit in der Villa Parey, bevor er es 1906 der Alten Nationalgalerie schenkte.

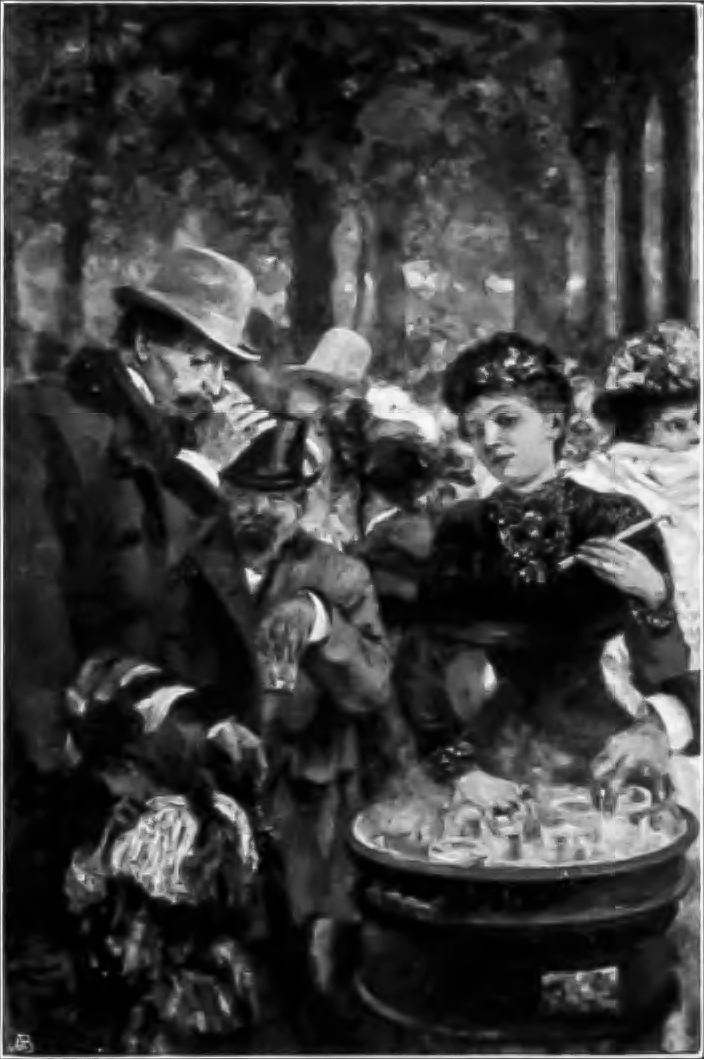
Am Wärmekessel in Bad Kissingen – Adolph von Menzel
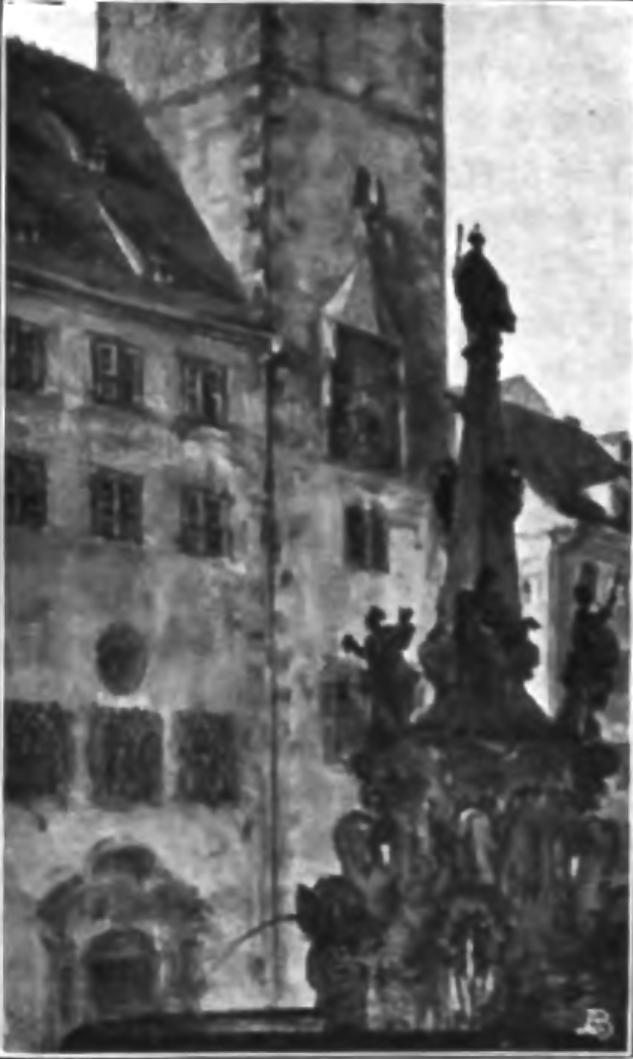
Am alten Brunnen in Würzburg – Adolph von Menzel
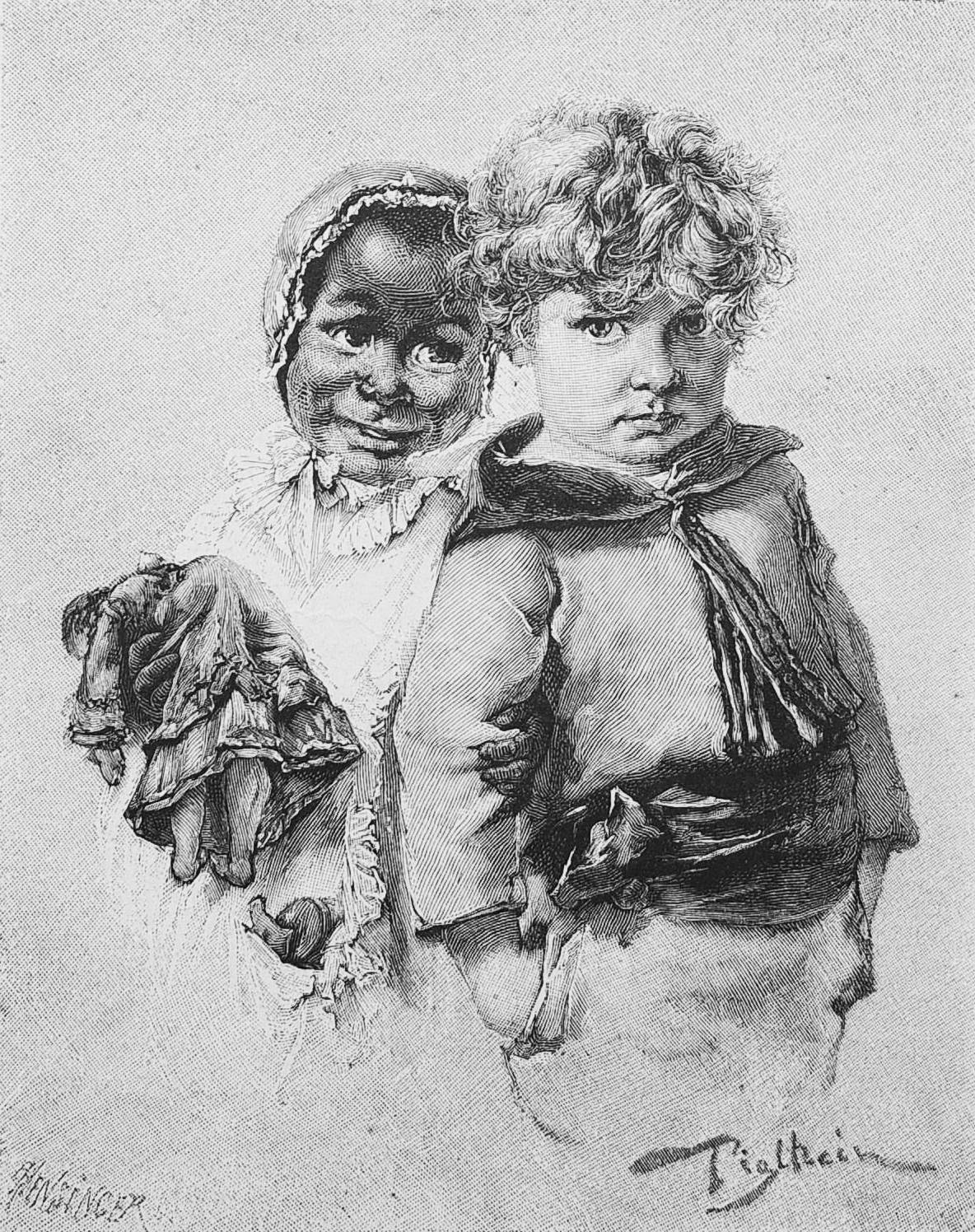
Kind und Mohrenbaby – Bruno Piglhein
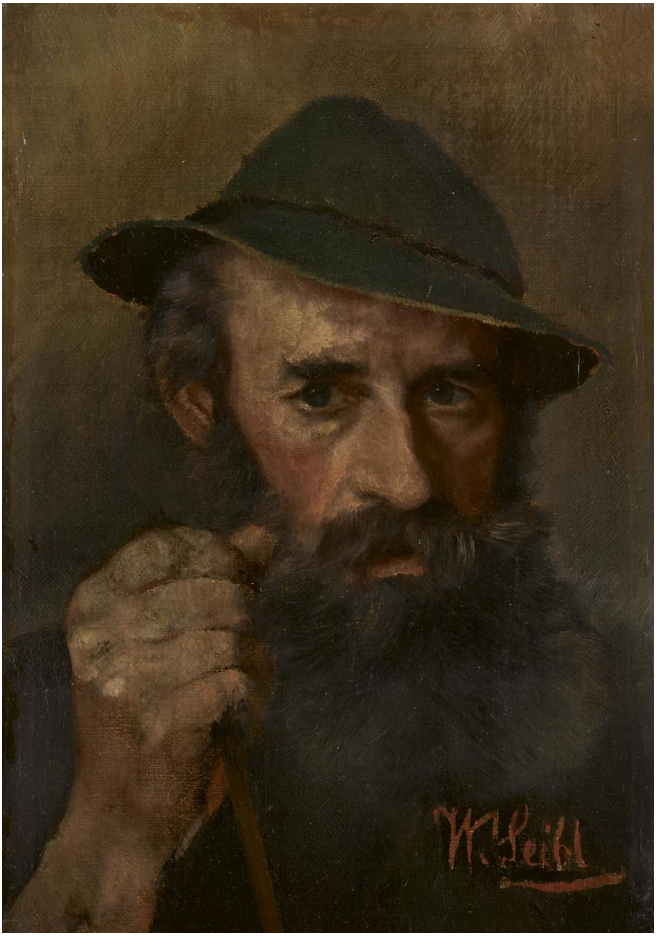
Männerkopf mit grünem Hut – Wilhelm Leibl
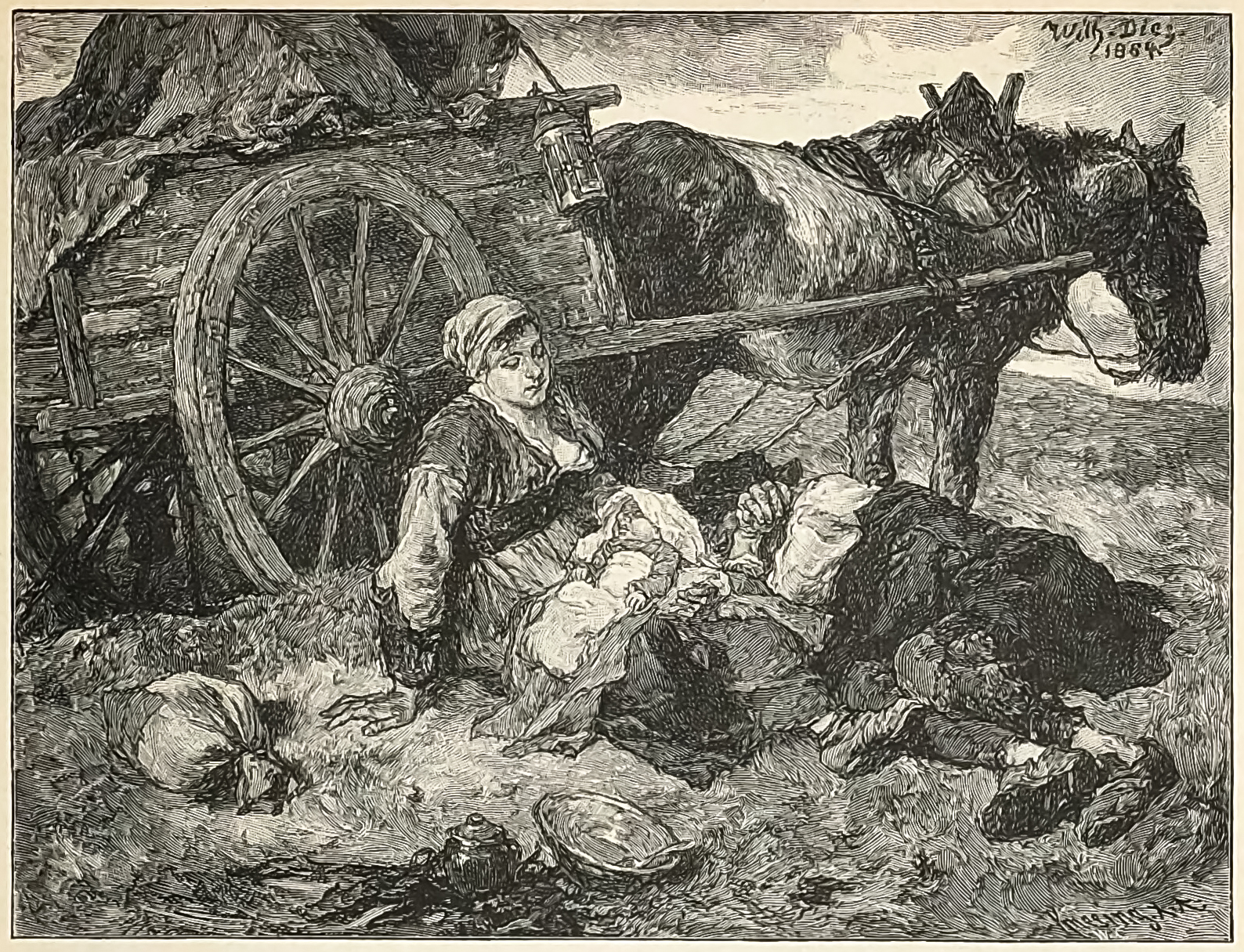
Rast – Wilhelm von Diez
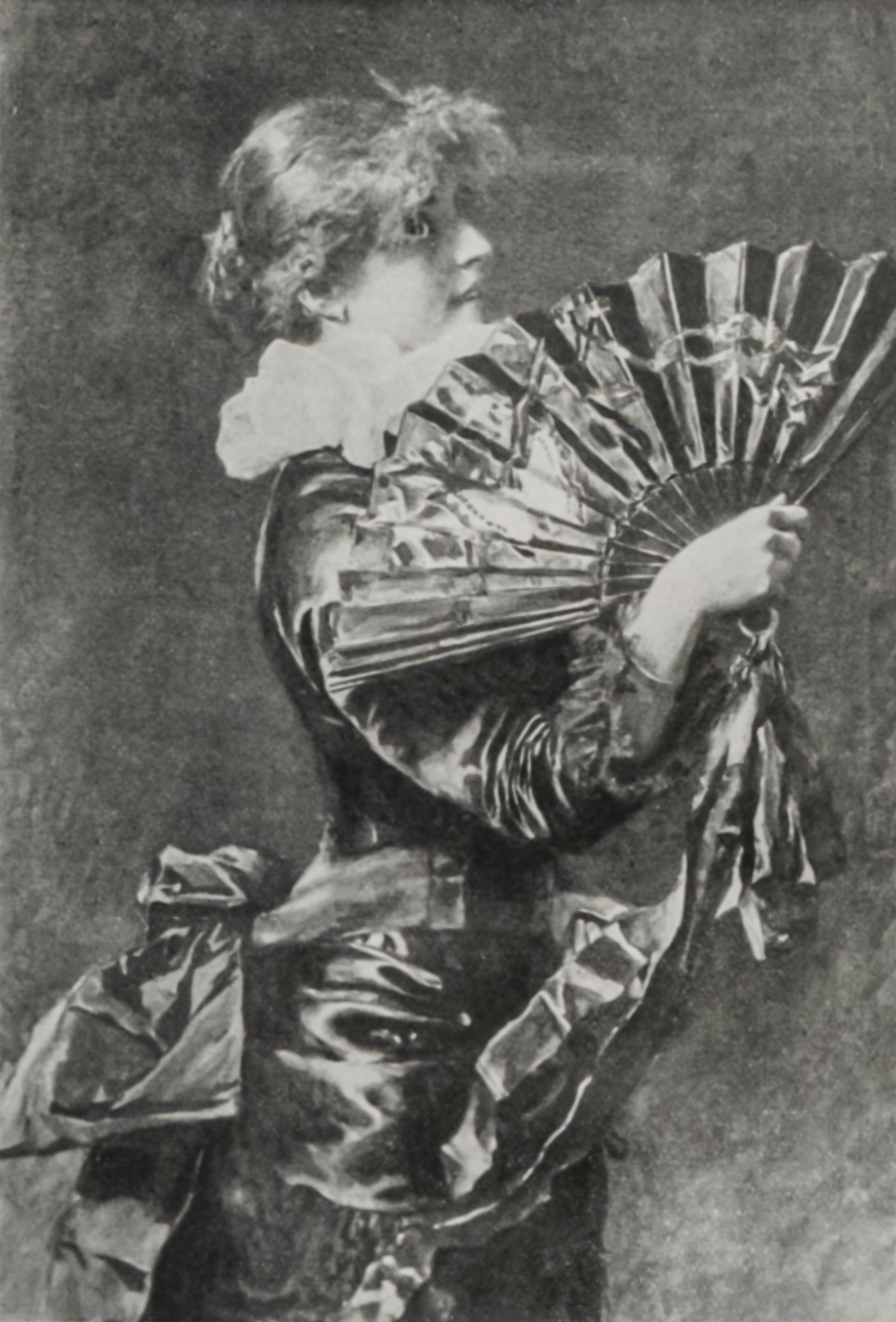
Der rote Fächer – Ludwig Passini
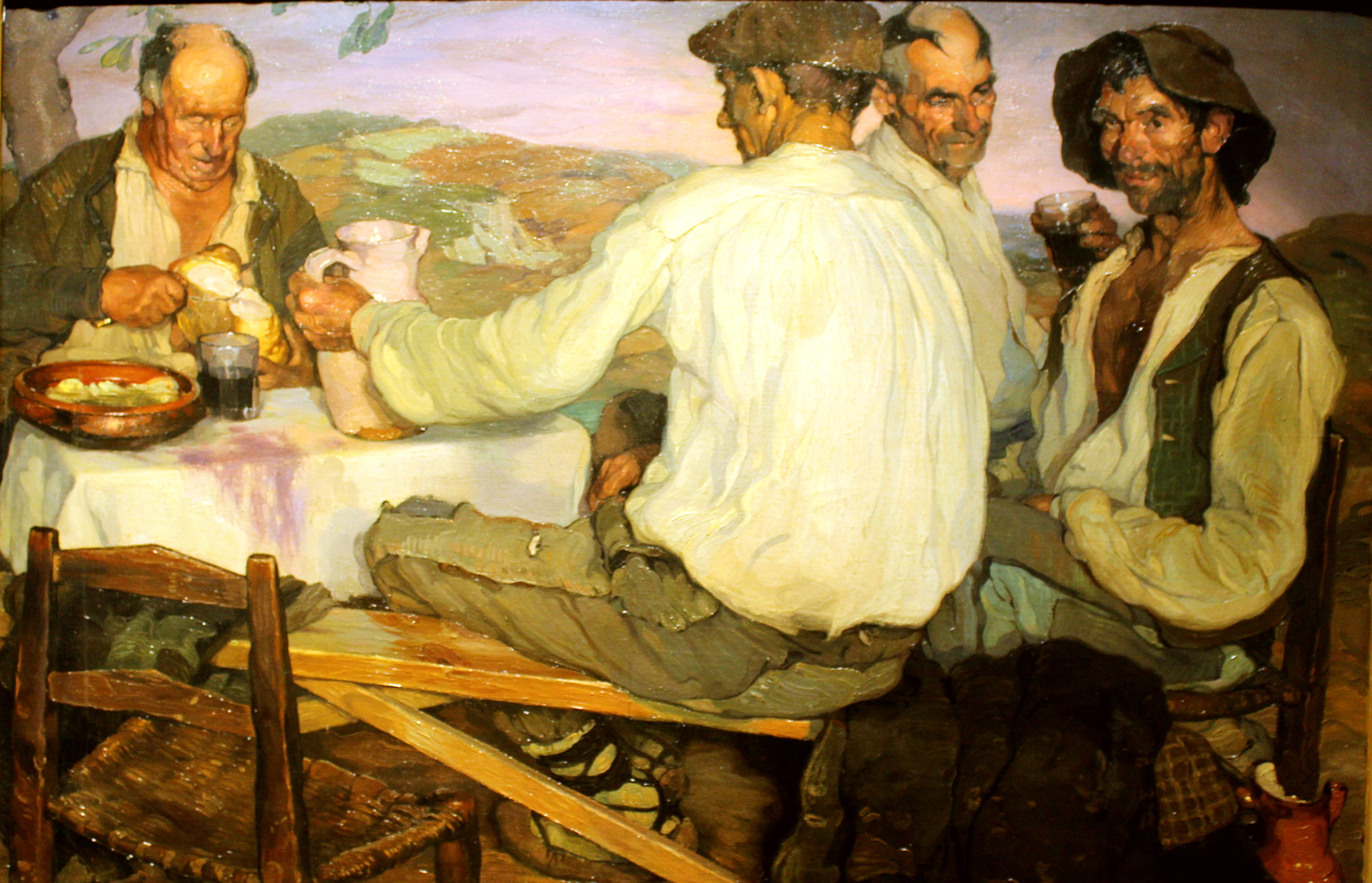
Spanische Bauern – Ignacio Zuloaga

## Aufteilung in Kleinwohnungen, Zwangsverkauf und drohender Abriss für das Oberkommando des Heeres
Nach Wilhelm Kopetzkys Tod bewohnten die Erben das Haus nicht selbst. In der Erbengemeinschaft nahm die jüngste Tochter Bertha und ihr Ehemann, der Architekt Heinrich Treitel, die noch in Berlin lebten, eine treuhänderische Rolle für ihre im Ausland lebenden Geschwister ein. Die Suche nach einem Mieter erwies sich als schwierig. Erst Therese Simon-Sonnemann, Witwe des Kommerzienrates Felix Simon und einzige Tochter des Verlegers Leopold Sonnemann, mietete die Villa zwischen 1931 und 1935 nach dem Verkauf ihrer von Alfred Messel erbauten Stadtvilla an der Mathäikirchstraße 31. Abhilfe sollte ein Umbau schaffen: 1935 wurde das Haus in zwölf Kleinwohnungen aufgeteilt. Der Umbau erfolgte nach Plänen von Heinrich Treitel, ausgeführt wurde er durch die Firma Sillier und Seiler, deren Büroräumlichkeiten sich zeitweise im gleichen Haus befanden. Die Machtergreifung der Nationalsozialisten hatte Auswirkungen sowohl auf das Haus als auch seine jüdischen Besitzer. Das Gesetz über die Neugestaltung deutscher Städte vom 4. Oktober 1937 und die Verordnung zur Neugestaltung der Reichshauptstadt Berlin vom 5. November 1937 bildeten die juristische Grundlage zur geplanten städtebaulichen Umgestaltung Berlins zur Welthauptstadt Germania. Die darauf basierende Dreizehnte Anordnung zur Neugestaltung der Reichshauptstadt Berlin definierte im östlichen Tiergartenviertel einen von der Umgestaltung betroffenen Bereich im Sinne von Paragraph 1 Absatz 2 dieses Gesetzes. Nach Abbruch der bestehenden Gebäude sollte hier zwischen der Bendlerstraße und der neuen 
Nord-Süd-Achse der von Wilhelm Kreis entworfene Gebäudekomplex für das Oberkommando des Heeres entstehen. Die Kopetzky'schen Erben mussten die Villa Parey 1938 für nur 172 000 Mark dem Deutschen Reich, Oberkommando des Heeres, zwangsverkaufen. Die Familie Treitel entkam der Verfolgung durch die Nationalsozialisten durch ihre Flucht über die Niederlande in die Vereinigten Staaten. Dort anglisierten sie ihren Namen zu Trytell.
Der Ausbruch des Zweiten Weltkriegs stoppte die Umgestaltungspläne der Nationalsozialisten im Tiergartenviertel. Die Villa Parey blieb vorerst vom Abbruch verschont. Das Oberkommando des Heeres nutzte als Übergangslösung das Gebäude als Heeresbauamt und das Berliner Adressbuch verzeichnet auch weiterhin Wohnungsmieter.

## Nachkriegszeit
Beim ersten schweren alliierten Bombenangriff auf das Tiergartenviertel in der Nacht vom 22. zum 23. November 1943 blieben die Villa Parey und das angrenzende Hofmann-Haus abgesehen von Fenster- und Glasschäden weitgehend verschont, während die übrigen Häuser in der Sigismundstraße weitgehend zerstört wurden. Beim Bombenangriff in der Nacht vom 28. zum 29. Januar 1944 zerstörten Brand- und Sprengbomben das Hofmann-Haus zu 60 % bis zur ersten Etage und auch die Nachbarvillen an der Regentenstraße erlitten bis Kriegsende schwerste Beschädigungen und wurden weitgehend zerstört. Als einziges Haus überstand die Villa Parey den Krieg mit kleineren Schäden im Dachgeschoss und an der Sandsteinfassade, die bereits 1948 ausgebessert wurden. Das Haus blieb weiterhin bewohnt.
Die Ruinen auf den Nachbargrundstücken wurden bis Ende der 1950er Jahre gesprengt und abgeräumt. Umgeben von künstlichen Trümmern war die Villa 1957 Drehort für einige Szenen des Films The Young Lions mit Marlon Brando, Montgomery Clift und Maximilian Schell.
In der Nachkriegszeit war zunächst das Verwaltungsamt für ehemaligen Reichsgrundbesitz für die Villa zuständig. 1964 erwarb das Land Berlin die Parzelle, um sie den Staatlichen Museen für den Neubau der Gemäldegalerie zu überlassen. Das Land Berlin ermächtigte die Stiftung Preußischer Kulturbesitz bereits ab April 1973 zur Ausübung der Eigentumsrechte. Der Eintrag der Stiftung als Eigentümerin im Grundbuch erfolgte erst am 20. Dezember 1982.

## Drohender Abriss für den Neubau der Gemäldegalerie
1965 schrieb die Stiftung Preußischer Kulturbesitz einen zweistufigen Wettbewerb für das geplante Kulturforum am Kemperplatz aus. Die Ausschreibung forderte die Erhaltung und Integration des 1907–1908 nach Plänen von Cremer & Wolffenstein erbauten Palais Gontard an der Stauffenbergstraße 41 als Sitz der Generaldirektion der Staatlichen Museen. Im Gegensatz dazu sollte die Villa Parey mit den übrigen Gebäuderesten und Ruinen auf dem Baugrund entfernt werden. Der Wettbewerb endete ohne befriedigendes Ergebnis. Der Architekt Rolf Gutbrod, der einen der angekauften Entwürfe eingereicht hatte, wurde 1968 mit den Planungen für die Museen beauftragt. Die Rezession von 1971 unterbrach das Projekt vorerst. Die Realisierung des Projektes mit einzelnen, durch einen zentralen Eingang erschlossenen Baukörpern, startete deshalb erst 1978 mit dem Bau des Kunstgewerbemuseum. Im Juli des gleichen Jahres erhielten die Bewohner der Villa Parey die Mitteilung, dass für den auf 1981 geplanten Baubeginn der Gemäldegalerie die Räumung des Hauses bis Ende 1980 für den Abriss erforderlich sei. Der anschließende Kampf um den Erhalt der Villa Parey wurde auf verschiedenen Ebenen geführt. Die Mieter wehrten sich über verschiedene Instanzen gegen die Kündigung ihrer Mietverträge. Im Dezember 1978 wandte sich der Senator für Bau- und Wohnungswesen Harry Ristock an die Bundesbaudirektion mit der Bitte, einen Kompromiss zu prüfen, bei dem die Villa Parey in die Museumsneubauten eingebunden wird. Der Berliner Landeskonservator Helmut Engel setzte sich zumindest für eine Erhaltung der Fassade ein. In einem Offenen Brief vom 30. September 1979 forderte eine Gruppe um den Kulturwissenschaftler Olav Münzberg den Architekten Rolf Gutbrod auf, die Planung zu überdenken und sich für den Erhalt des Hauses einzusetzen. In seiner Antwort führte Gutbrod aus, die Wettbewerbsvorgaben hätten keinen Erhalt gefordert. Auch der Generaldirektor der Staatlichen Museen, Stephan Waetzoldt, verteidigte den vorgesehenen Abriss.
Im Mai 1980 plädierte der Geschäftsführer der Internationale Bauausstellung 1987, Josef Paul Kleihues, für den Erhalt der Villa und erarbeitete eine Alternativplanung, die den Erhalt des Hauses mit einer ergänzender Wohnbebauung vorsah. In ihren Zielen mit der Anerkennung des historischen Baubestandes widerspiegelte die IBA den Wandel in den städtebaulichen Vorstellungen und das veränderte Bewusstsein der Öffentlichkeit. Dies bedeutete die Abkehr von den Flächensanierung in den Planungen der 1960er und 1970er Jahre mit ihrer Ignoranz gegenüber dem historischen Bestand, deren Geist auch die bisherigen Planungen für das Kulturforum atmeten.
Auf politischer Ebene wandten sich die Mieter mit einer Beschwerde gegen den geplanten Abriss an den Petitionsausschuss des Abgeordnetenhauses, unterzeichnet mit 3000 Unterschriften. Der Petitionsausschusses erteilte am 16. Januar 1981 einen abschlägigen Bescheid. Auch eine zweite Eingabe vom 20. Januar 1982 erhielt am 18. Juni 1982 einen ablehnenden Bescheid.
All diesen Entwicklungen konnte sich die Stiftung Preußischer Kulturbesitz letztlich nicht entziehen. Trotz einer seit Dezember 1980 vorliegender Abrissgenehmigung des Landesamtes für Wohnungswesen beschloss der Stiftungsrat am 28. Mai 1984 eine Revision der Planungen für die Villa Parey und Umplanungen für die Gemäldegalerie. An einer Pressekonferenz am 18. Juli 1984 teilte sie dann mit, dass der Hauptteil der Villa nicht abgebrochen, sondern umgebaut für Museumszwecke in den Neubau integriert werde. Die Umplanungen standen auch im Zusammenhang mit der starken Kritik am 1985 fertiggestellten Kunstgewerbemuseum und generell am Gesamtkonzept Gutbrods. Nach einem Planungsstopp fiel 1987 nach einem engeren Wettbewerb der Entscheid für den Neubau der Gemäldegalerie nach dem Entwurf von Heinz Hilmer und Christoph Sattler, der 1992–1998 ausgeführt wurde.

## Restaurierung und Integration in den Neubau der Gemäldegalerie
Der Preis für den Erhalt der Villa waren der Abbruch der Remise und des Kutscherhauses. Nach Auszug der letzten Mieter im März 1985 erfolgten die Abbruch-Arbeiten im April. Die Restaurierungsarbeiten begannen im Oktober 1986 und dauerten bis Mitte 1987. Die 1935 eingefügten Trennwände für die Aufteilung in Kleinwohnungen wurden entfernt. Dagegen wurden die Einschusslöcher der Straßenkämpfe im April 1945 bewusst nicht ausgebessert, sondern als Wunden der Erinnerung erhalten und mit einer Gedenktafel gekennzeichnet. Die Dachsanierung durch das Architekturbüro Dettbarn-Reggentin orientierte sich an den historischen Plänen und Fotos. Das Dach wurde erneut mit Schiefer eingedeckt und die hof- und straßenseitigen Dachgauben in Titanzink entsprechend den Vorlagen ausgeführt.
Nach der Integration in die 1998 eröffnete Gemäldegalerie wird die nun unter Denkmalschutz gestellte Villa Parey von verschiedenen Einrichtungen der Staatlichen Museen zu Berlin genutzt. Im hinteren Bereich liegen die Räume 33 bis 36 der Gemäldegalerie, die das Kinderreich für pädagogische Arbeit und Ausstellungsflächen für die Miniaturenmalerei und die frühitalienische Malerei beherbergen.